# Borgweg
La stazione di Borgweg è una stazione della metropolitana di Amburgo, sulla linea U3.